# Hebdomophruda errans
Hebdomophruda errans là một loài bướm đêm trong họ Geometridae.